# تاج فرشته‌ها
تاج فرشته‌ها (به انگلیسی: Angels Crest) یک فیلم درام مستقل محصول سال ۲۰۱۱ آمریکا و کانادا به کارگردانی گبی دِلال و با بازی توماس دکر و میرا سوروینو است.
این فیلم برگرفته از رمانی به همین نام توسط لسلی شوارتز می‌باشد و در انگلستان به عنوان «رها شده» به بازار عرضه شده‌است.

## بازیگران
- آمِکو اِکس مَس کَرول در نقش نیت، پسر بچه ای ۳ ساله
- توماس دکر در نقش ایتن، پدر نیت
- لین کولینز در نقش سیندی، مادر نیت
- الیزابت مک‌گاورن در نقش جین
- جوزف مورگان در نقش راستی
- دیو براون در نقش فرانک
- جرمی پیون در نقش جیک
- میرا سوروینو در نقش انجی
- اما مکگیلیواری در نقش رزی، دختر انجی
- کیت والش در نقش روکسان